# Технически средства за защита на авторски права
Технически средства за защита на авторските права, известно още като „Управление на цифрови права“ (на английски: Digital rights management или DRM), представлява технология за защита от копиране на цифрово съдържание, защитено с авторски права. Тази технология ограничава работата с данни в цифрова форма (копиране, модификация, преглеждане и др.) или позволява проследяване на подобни действия. Техническите средства за защита представляват набор от системи за контрол и разпространение на достъпа.
През 1998 г. в САЩ е приет Закон за авторското право в цифровото хилядолетие (Digital Millennium Copyright Act, DMCA), с цел да криминализира разпространението на технологии за заобикаляне на DRM.
Техническите средства за защита включват лицензионни споразумения и шифроване. Участниците на пазара, използващи технически средства за защита, твърдят, че технологията е необходима за защита на интелектуалната собственост. Някои критици смятат, че не съществуват безспорни доказателства, че техническите средства за защита помагат за предотвратяването на нарушения на авторските права. Критикува се ограничаването на лицата да копират или използват законно съдържанието, като например, чрез т.нар. справедлива употреба или правене на резервни копия. Техническите средства за защита са широко използвани при развлекателното съдържание, например от аудио- и видеоиздатели). Много онлайн магазини, като OverDrive, както и операторите на кабелни и сателитни услуги, използват технологии за управление на цифрови права. Apple премахна DRM технологията от iTunes през 2009 г. Техническите средства за защита също така предотвратяват заемането на материали от библиотека или достъпа до произведенията в публичното пространство.

## Въведение
Поради възхода на цифровите медии и технологиите за аналогово-цифрово преобразуване, опасенията на правоносителите се увеличават, особено в музикалните и видео индустрии. Аналоговите медии неизбежно губят качество с всяко следващо копие и по време на нормална употреба, докато цифровите медийни файлове могат да се възпроизвеждат без ограничения. Чрез интернет и инструментите за споделяне на файлове, неоторизираното разпространение на защитено с авторски права съдържание (цифрово пиратство) е много по-лесно.

## История
Техническите средства за защита се превръщат в основен проблем с разрастването на интернет през 90-те години на XX век, като един от факторите за това е сривът на продажбите на компактдискове в резултат на пиратството и популяризирането на онлайн видеото.
През 1983 г. системата за софтуерно обслужване (SSS), разработена от японския инженер Рюичи Мория, е първият пример за технология а управление на цифрови права. SSS се основава на криптиране със специализиран хардуер, който контролира декриптирането и позволява изпращането на плащания до правоносителя. Основният принцип е, че физическото разпространение на криптирани цифрови продукти трябва да бъде напълно неограничено и потребителите на тези продукти да бъдат насърчавани да го правят.
Ранен пример за DRM система е Content Scramble System (CSS), използвана от DVD Forum за DVD филми. CSS използва алгоритъм за криптиране на съдържанието на DVD диска. Производителите на DVD плейъри трябва да лицензират тази технология и да я внедрят в своите устройства, така че да могат да декриптират съдържанието. Лицензионното споразумение за CSS включва ограничения за това как се възпроизвежда DVD съдържанието, включително какви копия са разрешени и как тези разрешени копия се правят достъпни.
През май 1998 г. Законът за авторското право в цифровото хилядолетие (DMCA) е приет като изменение на закона за авторското право на САЩ. Имало е противоречиви (вероятно непреднамерени) последици. Руският програмист Дмитрий Скляров бива арестуван за предполагаемо нарушение на DMCA след презентация в DEF CON. DMCA е цитиран като „смразяващ“ за законните потребители.
През 1999 г. Джон Лех Йохансен пуска DeCSS, който позволява на CSS-криптиран DVD да се възпроизвежда на компютър, работещ под Linux, в момент, когато все още не е бил създаден съвместим DVD плейър за Linux. Законността на DeCSS е под въпрос: един от авторите му е съден, а възпроизвеждането на самите ключове подлежи на ограничения като незаконни номера.
На 22 май 2001 г. Европейският съюз приема Директивата за информационното общество със защита на авторските права.
През 2003 г. се публикува Докладът за DRM на Европейския комитет по стандартизация /Система за стандартизация на информационното общество (CEN/ISSS).
През 2005 г. се провеждат семинари за DRM на Генерална дирекция „Информационно общество и медии“ (Европейска комисия) и работата на Групата на високо ниво по DRM.
През 2005 г. Sony BMG инсталира DRM софтуер на компютрите на потребителите, без ясно да уведомява потребителя или да изисква потвърждение. Освен всичко друго, софтуерът включва руткит, който създава уязвимост в сигурността. Когато естеството на софтуера става публично достояние, Sony BMG първоначално минимизира значението на уязвимостите, но в крайна сметка изтегля милиони компактдискове и прави няколко опита да поправи софтуера, за да премахне руткита. Заведени са групови искове, които в крайна сметка били уредени, чрез споразумения за предоставяне на засегнатите потребители на изплащане в брой или изтегляния на албуми без DRM.
DVB (DVB-CPCM) е актуализиран вариант на флага за излъчване. Техническата спецификация е предоставена на европейските правителства през март 2007 г. Както при повечето DRM, системата CPCM е предназначена да контролира използването на защитен с авторски права материал от крайния потребител, по указание на притежателя на авторските права. Според Рен Бухолц от Electronic Frontier Foundation (EFF), „Вие дори няма да знаете предварително дали и как ще можете да записвате и използвате определени програми или устройства“.
През 2007 г. Европейският парламент подкрепя насоките на ЕС за защита на авторското право.
Забележителен провал в DRM се случва през 2007 г., когато видеоклипове, закупени от Major League Baseball преди 2006 г., станали невъзможни за възпроизвеждане, поради промяна в сървърите, които валидират лицензите.
През януари 2007 г. EMI спира да публикува аудио компактдискове с DRM, заявявайки, че „разходите за DRM не отговарят на резултатите“. През март Musicload.de, един от най-големите интернет търговци на музика в Европа, обяви силно позицията си срещу DRM. В отворено писмо Musicload заяви, че три от всеки четири обаждания до тяхната телефонна услуга за поддръжка на клиенти са в резултат на разочарование на потребителите от DRM.
В средата на 2008 г. версията на Mass Effect за Windows бележи началото на вълна от заглавия, използващи предимно SecuROM за DRM и изискващи удостоверяване със сървър. Използването на DRM схемата в Spore от 2008 г. довежда до протести, което от друга страна довежда до търсене на нелицензирана версия. Тази реакция срещу ограничението за активиране кара Spore да се превърне в най-пиратската игра през 2008 г., оглавявайки списъка от 10 на най-добрите, съставен от TorrentFreak. Въпреки това Tweakguides потвърждава, че DRM изглежда не увеличава пиратството на видеоигри, отбелязвайки, че други игри в списъка, като Call of Duty 4 и Assassin's Creed, използвайте DRM без ограничения или онлайн активиране. Освен това други видеоигри, които използват DRM, като BioShock, Crysis Warhead и Mass Effect, не се появяват в списъка.
През 2009 г. Амазон изтрива дистанционно закупените от Amazon Kindles копия на „Фермата за животни“ на Джордж Оруел (1945) и 1984 (1949) на клиентите, след като възстановява покупната цена. Коментаторите описват тези действия като „Оруелски“ и сравняват Амазон с Биг брадър. След това изпълнителният директор на Амазон Джеф Безос поднася публично извинение. Амазон разкрива причината за изтриването му: въпросните електронни книги са неоторизирани репродукции на произведения на Оруел, които не са в публичното пространство и че компанията, която публикува и продава в услугата на Амазон, няма право да прави това.
Ubisoft официално обявява връщане към онлайн удостоверяването на 9 февруари 2010 г., чрез своята платформа Uplay, като стартира със Silent Hunter 5, The Settlers 7 и Assassin's Creed II. За първи път е съобщено, че Silent Hunter 5 бива компрометиран в рамките на 24 часа след пускането му, но потребителите на кракнатата версия скоро разбрат, че могат да се играят само определени части от играта. Системата Uplay работи с непълна инсталираната игра на локалните компютри и след това непрекъснато изтегля части от кода на играта от сървърите на Ubisoft, докато играта напредва. След повече от месец е пуснат софтуер, който може да заобиколи DRM на Ubisoft в Assassin's Creed II. Софтуерът прави това, като емулира сървър на Ubisoft за играта.
През март 2010 г. сървърите на Uplay претърпяват период на недостъпност, поради широкомащабна DDoS атака, което кара около 5% от собствениците на игри да не могат да играят играта си. По-късно компанията кредитира собствениците на засегнатите игри с безплатно изтегляне.
През 2011 г. комикът Louis CK пуска своя концертен филм Live at the Beacon Theatre, без DRM. Единственият опит за възпиране на нелицензирани копия било писмо, подчертаващо липсата на корпоративно участие и пряка връзка между художник и зрител. Филмът имал комерсиален успех, реализирайки печалба в рамките на 12 часа след излизането му. Художникът предположил, че в резултат на това нивата на пиратство са по-ниски от нормалните, което прави изданието важен казус за дигиталния пазар.
През 2012 г. Съдът на ЕС се произнесе в полза на препродажбата на защитени с авторски права игри.
През 2012 г. Индия въведе защита за управление на цифрови права.
Уебсайтове – като library.nu (затворен със съдебно решение на 15 февруари 2012 г.), BookFi, BookFinder, Library Genesis и Sci-Hub – позволяват изтегляне на електронни книги, чрез нарушаване на авторските права.
През 2014 г. Съдът на ЕС постанови, че заобикалянето на DRM на игрови устройства е законно при някои обстоятелства.
През 2014 г. дистрибуторът на цифрови комикси Comixology позволи на притежателите на права да предоставят възможност за изтегляне без DRM. Издателите, които позволяват това, включват Dynamite Entertainment, Image Comics, Thrillbent, Top Shelf Productions и Zenescope Entertainment.

## Технологии

### Проверка
Продуктов ключ, обикновено буквено-цифров низ, може да представлява лиценз за определено копие на софтуера. По време на процеса на инсталиране или стартиране на софтуера, потребителят е помолен да въведе ключа; ако ключът е валиден (обикновено, чрез вътрешни алгоритми), ключът се приема и потребителят може да продължи. Продуктовите ключове могат да се комбинират с други практики за управление на цифровите права (като онлайн „активиране“), за да се предотврати кракването на софтуера, за да работи без продуктов ключ, или да се използва keygen за генериране на приемливи ключове.
Ограничения за активиране. DRM може да ограничи броя на устройствата, на които законен потребител може да инсталира съдържание. Това ограничение обикновено поддържа 3 – 5 устройства. Това засяга потребителите, които имат повече устройства от ограничението. Някои позволяват едно устройство да бъде заменено с друго. Без това надстройките на софтуера и хардуера може да изискват допълнителна покупка.
Постоянен онлайн DRM. Винаги включен DRM (Always-on DRM) проверява оторизацията, докато съдържанието се използва, като взаимодейства със сървър, управляван от притежателя на авторските права. В някои случаи действително се инсталира само част от съдържанието, докато останалото се изтегля динамично по време на употреба.

### Шифроване
Шифроването променя съдържанието по начин, който означава, че може да се използва, без първо да се декриптира. Шифроването може да гарантира, че други ограничителни мерки не могат да бъдат заобиколени чрез модифициране на софтуера, така че DRM системите обикновено разчитат на криптиране в допълнение към други техники.

### Ограничение за копиране
Microsoft PlayReady предотвратява незаконното копиране на мултимедийни и други файлове.
Ограничения могат да се прилагат към електронни книги и документи, за да се предотврати копиране, отпечатване, препращане и създаване на резервни копия. Това е обичайно както за електронните издатели, така и за управлението на правата за информация в предприятието. Обикновено се интегрира със софтуера на системата за управление на съдържанието.
Докато някои коментатори твърдят, че DRM усложнява публикуването на електронни книги, всъщност бива използван от организации като Британската библиотека в нейната сигурна електронна услуга за доставка, за да позволи световен достъп до редки документи, които по правни причини преди това са били достъпни само за упълномощени лица, които действително посещават документния център на библиотеката.
Широко използвани от Adobe, Amazon, Apple и Marlin Trust Management Organization (MTMO) са четири основни DRM схеми за електронни книги:
· DRM на Adobe се прилага към EPUB и PDF файлове и може да се чете от няколко четци на електронни книги на трети страни, както и от софтуера Adobe Digital Editions (ADE). Barnes & Noble използва технологията DRM, предоставена от Adobe, приложена към EPUB файлове и по-старите електронни книги във формат PDB (Palm OS).
· DRM на Amazon е адаптация на оригиналното криптиране Mobipocket и се прилага към електронните книги във формат.azw4, KF8 и Mobipocket на Amazon. Електронните книги във формат Topaz имат собствена система за криптиране.
· FairPlay DRM на Apple се прилага към EPUB файлове и може да се чете само от приложението iBooks на Apple на устройства с iOS и компютри с Mac OS.
· Marlin DRM е разработен и поддържан от отворена индустриална група Marlin Developer Community (MDC) и е лицензиран от MTMO. (Marlin е основана от Intertrust, Panasonic, Philips, Samsung и Sony.) Онлайн издателят на учебници Kno използва Marlin за защита на EPUB книги. Тези книги могат да се четат в приложението Kno за iOS и Android.

### Ограничения по време на изпълнение
Windows Vista съдържа DRM система, наречена Protected Media Path, която съдържа защитен видео път (PVP). PVP се опитва да спре възпроизвеждането на ограничено от DRM съдържание, докато работи неподписан софтуер, за да предотврати достъпа на неподписания софтуер до съдържанието. Освен това, PVP може да криптира информация по време на предаване към монитора или графичната карта, което прави по-трудно правенето на неоторизирани записи.
Bohemia Interactive използва форма на технология от Operation Flashpoint: Cold War Crisis, при която ако се подозира, че копието на играта е неоторизирано, се въвеждат неприятности като оръжия, които губят точността си или играчите се превръщат в птица. Сериозният Сам 3 на Croteam: BFE предизвиква появата на специален непобедим враг в играта, който непрекъснато атакува играча, докато не бъде убит.

### Регионално блокиране
Регионалното блокиране (или регионалното кодиране) предотвратява използването на определен продукт или услуга, освен в конкретен регион или територия. Блокирането може да бъде наложено чрез физически средства, чрез технологични средства, като например проверка на IP адреса на потребителя или използване на идентификационен код, или чрез неволни средства, въведени от устройства, които поддържат само специфични за региона технологии (като видео формати, т.е. NTSC и PAL).

### Проследяване
Цифровите водни знаци могат да бъдат стеганографски вградени в аудио или видео данни. Те могат да се използват за записване на собственика на авторските права, веригата за разпространение или идентифициране на купувача. Те не са пълни DRM механизми сами по себе си, но се използват като част от система за налагане на авторски права, като например подпомагане на предоставянето на доказателства за правни цели, вместо да налагат ограничения.
Някои програми за редактиране на аудио/видео може да изкривят, изтрият или по друг начин да пречат на водните знаци. Хроматографията на сигнал/модулатор-носител може да отдели водните знаци от записа или да ги открие като проблеми. Освен това сравнението на две отделно получени копия на аудио с помощта на основни алгоритми може да разкрие водни знаци.
Понякога метаданните се включват в закупената медия, която записва информация като име на купувача, информация за акаунта или имейл адрес. Също така може да бъде включен издател на файла, автор, дата на създаване, дата на изтегляне и различни бележки. Тази информация не е вградена в съдържанието, както е воден знак. Пази се отделно от съдържанието, но във файла или потока.
Като пример, метаданните се използват в медии, закупени от iTunes за съдържание без DRM, както и за ограничено DRM съдържание. Тази информация е включена като стандартни метаданни за MPEG.

### Хардуер
Приставките за кабелна телевизия в САЩ изискват специфичен хардуер за работа. Стандартът CableCard се използва за ограничаване на съдържанието до услуги, за които клиентът е абониран. Съдържанието има вграден флаг за излъчване, който картата проверява, за да реши дали съдържанието може да бъде видяно от конкретен потребител.

## Нормативна уредба
Световната организация за интелектуална собственост подкрепя Договора за авторско право на Световната организация за интелектуална собственост (WCT), който изисква нациите да приемат закони срещу заобикалянето на DRM. Интернет договорите на СОИС не предвиждат наказателни санкции, а просто изискват „ефективни правни средства за защита“.
Временните разпоредби на Китай на пръв поглед регулират цифровото съдържание. Китай твърди, че защитава правата на интелектуална собственост, въпреки че Световната търговска организация (СТО) „реши, че китайските закони за авторското право не осигуряват същата ефикасност на некитайските граждани, както правят на китайските граждани, както се изисква от Бернската конвенция“ и че „Законите за авторското право на Китай не предвиждат процедури за прилагане, за да позволят ефективни действия срещу всеки акт на нарушаване на правата на интелектуална собственост“.
ЕС работи съгласно своята Директива за информационното общество, нейното прилагане на СОИС. Тогава Европейският парламент нареди на държавите-членки да забранят нарушаването на международни авторски права за търговски цели. Наказанията варират от глоби до лишаване от свобода. Той изключва патентните права и копирането за лични, нетърговски цели. Игри, защитени с авторски права, могат да бъдат препродадени. Заобикалянето на DRM на игрови устройства е законно при някои обстоятелства. Защитите обхващат само технологични мерки, които пречат на забранени действия.
Индия не е подписала Договора на СОИС за авторско право или Договора на СОИС за изпълненията и фонограмите. Законът за авторското право осигурява защита на цифровото съдържание, като криминализира заобикалянето на техническите защити и разпространението на незаконни копия. Наказанието включва лишаване от свобода. Честната употреба не е изрично адресирана.
Израел не е подписала Договора за авторско право на СОИС. Израелското законодателство не забранява изрично заобикалянето на мерките за технологична защита.
Защитите в САЩ се уреждат от Закона за авторското право в цифровото хилядолетие (DMCA). Той криминализира производството и разпространението на технология, която позволява на потребителите да заобикалят ограниченията за копиране. Обратното инженерство е изрично разрешено, осигуряващо безопасно пристанище, където е необходимо заобикаляне за взаимодействие с друг софтуер.
Софтуерът с отворен код, който декриптира защитено съдържание, не е забранен сам по себе си. Декриптирането, извършено с цел постигане на оперативна съвместимост на операционни системи с отворен код със собствени системи, е защитено. Разпространението на такъв софтуер с цел нарушаване или насърчаване на други да нарушават авторските права е забранено.
DMCA е до голяма степен неефективен. Софтуерът за заобикаляне е широко достъпен. Въпреки това, тези, които искат да запазят DRM системите, са се опитали да използват закона, за да ограничат разпространението и разработването на такъв софтуер, както в случая с DeCSS. DMCA съдържа изключение за изследвания, въпреки че изключението е предмет на квалификации, които създават несигурност в тази общност.

## Опозиция
DRM е изправен пред широко разпространена опозиция. Джон Уокър и Ричард Столман са забележителни критици. Столман твърди, че използването на думата „права“ е подвеждащо и предлага думата „ограничения“, както е в „Управление на цифровите ограничения“, да я замени. Тази терминология е възприета от други писатели и критици.
Други видни критици като Рос Андерсън, който оглавява британска организация, която се противопоставя на DRM и подобни усилия в Обединеното кралство и другаде и Кори Доктороу. EFF и организации като FreeCulture.org се противопоставят на DRM. Фондацията за свободна информационна инфраструктура критикува ефекта на DRM като търговска бариера от гледна точка на свободния пазар.
Брус Шнайер твърди, че предотвратяването на цифрово копиране е безполезно: „Това, което развлекателната индустрия се опитва да направи, е да използва технологията, за да противоречи на този естествен закон. Те искат практичен начин да направят копирането достатъчно трудно, за да спасят съществуващия си бизнес. Но те са обречени да провалят“. Той описва опитите си да направи цифровите файлове некопиращи като „опит да направиш водата да не е мокра“.
Създателите на StarForce заявиха, че „Целта на защитата от копиране не е да направи играта непробиваема – това е невъзможно“.
Бил Гейтс говори за DRM на CES 2006, казвайки, че DRM причинява проблеми на законните потребители.
Норвежката организация за права на потребителите „Forbrukerrаdet“ се оплака на Apple през 2007 г. за използването на DRM от компанията, като я обвини в незаконно ограничаване на достъпа на потребителите до тяхната музика и видеоклипове и в използване на EULA, които са в противоречие с норвежкото законодателство за потребителите. Жалбата беше подкрепена от омбудсманите на потребителите в Швеция и Дания и беше разгледана в ЕС през 2014 г. Федералната търговска комисия на Съединените щати проведе изслушвания през март 2009 г., за да преразгледа разкриването на ограниченията на DRM за използване от клиенти на медийни продукти.
Президентът на Valve Corporation Гейб Нюъл заяви, че „повечето стратегии за DRM са просто глупави“, защото само намаляват стойността на играта в очите на потребителя. Нюел предложи вместо това целта да бъде „създаване на по-голяма стойност за клиентите чрез стойност на услугата“. Valve управлява Steam, онлайн магазин за компютърни игри, както и услуга за социални мрежи и DRM платформа.
На конференцията за разработчици на игри през 2012 г. , главният изпълнителен директор на CD Projekt Red, Марчин Ивински, обяви, че компанията няма да използва DRM. Ивински заяви за DRM: „Това е просто прекалено усложняване на нещата... играта.... е кракната за два часа“. Ивински добавя „DRM не защитава вашата игра. Ако има примери, че го прави, тогава хората може би трябва да го обмислят, но тогава има усложнения с законните потребители.“
Асоциацията за изчислителни машини и Институтът на инженерите по електротехника и електроника се противопоставиха на DRM, назовавайки AACS като технология, която е „най-вероятно да се провали“ в издание на IEEE Spectrum.
Общият публичен лиценз на GNU версия 3, както е издаден от Фондацията за свободен софтуер, има разпоредба, която „лишава“ DRM от законната му стойност, така че хората да могат да нарушават DRM на GPL софтуер, без да нарушават закони като DMCA. През май 2006 г. FSF стартира кампания „Дефектен по дизайн“ срещу DRM.
Creative Commons предоставя опции за лицензиране, които насърчават създателите да работят без използването на DRM. Лицензите на Creative Commons имат клаузи против DRM, което прави използването на DRM от лицензополучател в нарушение на основните права на лицензите.
Етикет, предложен от Фондацията за свободен софтуер за произведения без DRM. Много издатели и художници етикетират своите произведения „без DRM“. Основните компании, които са направили това, включват Apple, Comixology, GOG.com, Tor Books и Vimeo on Demand.

## Недостатъци
Наличност. Много DRM системи изискват онлайн удостоверяване. Всеки път, когато сървърът се повреди или дадена територия изпита прекъсване на интернет, това блокира хората да се регистрират или използват материала. Това е особено вярно за продукти, които изискват постоянна онлайн връзка, където, например, успешна DDoS атака на сървъра по същество прави материала неизползваем.
Използваемост. Компакт дисковете (CD) с DRM схеми не са съвместими със стандартите и са обозначени като CD-ROM. CD-ROM дисковете не могат да се възпроизвеждат на всички CD плейъри или персонални компютри.
Производителност. Някои DRM системи са свързани с намалена производителност: някои игри, внедряващи Denuvo Anti-Tamper, се представят по-добре без DRM. Въпреки това, през март 2018 г., PC Gamer тества Final Fantasy XV за ефектите на производителността на Denuvo, за което беше установено, че не предизвиква отрицателно въздействие върху играта въпреки малкото увеличение на времето за зареждане.
Схемите за предотвратяване на копиране на DRM никога не могат да бъдат напълно сигурни, тъй като логиката, необходима за декриптиране на съдържанието, присъства или в софтуера, или в хардуера и може да бъде хакната имплицитно. Нападателят може да извлече тази информация, да декриптира и копира съдържанието, заобикаляйки DRM.
Сателитните и кабелните системи разпространяват съдържанието си широко и разчитат на хардуерни DRM системи. Такива системи могат да бъдат хакнати чрез обратно проектиране на защитната схема.
Аналогов отвор. Аудио и визуалните материали (с изключение на интерактивни материали, напр. видео игри) са обект на аналоговия отвор, а именно, че за да се види материалът, цифровият сигнал трябва да се превърне в аналогов сигнал. След преобразуването материалът може да бъде копиран и преобразуван в цифров формат.
Аналоговата дупка не може да бъде запълнена без външно наложени ограничения, като законови разпоредби, тъй като уязвимостта е присъща на всяко аналогово представяне. Преобразуването от цифрово към аналогово и обратно намалява качеството на записа. Опитът HDCP да запуши аналоговия отвор бил до голяма степен неефективен.

### Права на потребителите
Ограничения за собственост. Противниците на DRM твърдят, че то нарушава правата на частна собственост и ограничава редица нормални и законни потребителски дейности.
Компонент за DRM, като този, който се намира в цифров аудио плейър, ограничава начина, по който действа по отношение на определено съдържание, отменяйки желанията на потребителя (например, предотвратявайки на потребителя да копира защитена с авторски права песен на CD като част от компилация). Доктороу описа това като „правото да създавате свои собствени закони за авторското право“.
Деактивирано или влошено възпроизвеждане на съдържание в Windows Vista, използващо защитен медиен път. DRM ограничава правото да се правят лични копия, разпоредби за предоставяне на копия на приятели, разпоредби за прекратяване на услугата, агностицизъм на хардуера, агностицизъм на софтуера и операционната система, използване на библиотека за заем, защита на клиентите срещу изменения на договора от издателя и други съдържанието може да премине към наследниците на собственика.
Остаряване. Когато стандартите и форматите се променят, съдържанието, ограничено от DRM, може да стане остаряло.
Когато една компания претърпи бизнес промени или фалит, предишните ѝ услуги може да станат недостъпни. Примерите включват MSN Music, Yahoo! Музикален магазин, Adobe Content Server 3 за Adobe PDF и Acetrax Video on Demand.
Пиратство. Законите за DRM широко се пренебрегват: според проучването на Австралийската официална музикална класация, нарушенията на авторските права от всякакви причини се практикуват от милиони хора. Според EFF, „в опит да привлекат клиенти, тези музикални услуги се опитват да прикрият ограниченията, които ви налагат с умен маркетинг“.

### Икономическо значение
Компромис между контрол и продажби. Джеф Райкс, бивш президент на бизнес отдела на Microsoft, заяви: „Ако те ще пиратират някого, ние искаме това да бъдем ние, а не някой друг“. Аналогичен аргумент е направен в ранна статия от Катлийн Конър и Ричард Румелт. Следващо проучване на управлението на дигиталните права за електронни книги от Gal Oestreicher-Singer и Arun Sundararajan показа, че облекчаването на някои форми на DRM може да бъде от полза за притежателите на права, тъй като загубите от пиратството са надвишени от увеличаването на стойността за законните купувачи. Дори ако DRM беше нечуплив, пиратите все още може да не са готови да купуват, така че продажбите може да не се увеличат.
Пиратството може да бъде от полза за някои доставчици на съдържание чрез повишаване на информираността на потребителите, разпространение и популяризиране на съдържание. Това може също да увеличи приходите чрез други медии, като изпълнения на живо.
Математическите модели предполагат, че DRM схемите могат да не свършат работата си на няколко нива. Най-големият провал е, че тежестта, която DRM поставя върху законен клиент, намалява желанието на клиента да купува. Идеалният DRM не би причинил неудобства на законните купувачи. Математическите модели са строго приложими в музикалната индустрия.

## Алтернативи
Абонамент. Услугите за поточно предаване създадоха печеливши бизнес модели, като подписаха потребителите към месечни абонаменти в замяна на неограничено съдържание. Този модел е работил за музика (като Spotify, Apple Music и др.) и видео (като Netflix, Disney+ , Hulu и др.)
„Лесно и евтино“. Достъпът до пиратско копие е едновременно незаконен и неудобен. Бизнесите, които начисляват приемливи такси, могат да привлекат клиенти. Първият бизнес модел, който разубеждава незаконното споделяне на файлове, е да направи легалното изтегляне на съдържание лесно и евтино. Пиратските уебсайтове често са домакин на зловреден софтуер, който се прикрепя към файловете. Ако съдържанието се предоставя на легитимни сайтове и е на разумни цени, потребителите ще купуват медии законно.
Crowdfunding или предварителна поръчка се използва като модел за публикуване на цифрово съдържание.
„Ваучер за артистична свобода“. Ваучерът за артистична свобода (AFV), въведен от Дийн Бейкър, е начин потребителите да подкрепят „творческата и артистична работа“. В тази система всеки потребител получава възстановим данъчен кредит от $100, който да даде на всеки творец на творческа работа. За да ограничат измамите, художниците трябва да се регистрират в правителството. Ваучерът забранява за определен период от време на всеки изпълнител, който получава предимствата, да защитава своите материали с авторски права. На потребителите ще бъде разрешено да получават музика за определен период от време лесно и потребителят ще реши кои изпълнители ще получат 100 долара. Парите могат да бъдат дадени на един изпълнител или на много, разпределението е на потребителя.